# 6131 Towen
6131 Towen è un asteroide della fascia principale. Scoperto nel 1990, presenta un'orbita caratterizzata da un semiasse maggiore pari a 2,4227716 UA e da un'eccentricità di 0,1270105, inclinata di 6,18049° rispetto all'eclittica.